# Yué
Yué.-  jedna od nekoliko skupina Carrizo Indijanaca, porodica Comecrudan, nastanjena u 18. stoljeću u sjeveroistočnom Meksiku i susjednom krajnjem jugu Teksasa. Yué su se u Tamaulipasu, blizu Camarga, održali još do u rano 19. stoljeće. Ostaci su starije populacije Imimules. Vidi Ymic.

## Vanjske poveznice
- Yué Indians